# Asociación de Escritores de Galicia
La Asociación de Escritores de Galicia (AEG) fue una asociación que representaba a los escritores gallegos formada en abril de 1936 a iniciativa de Álvaro de las Casas y finalmente impulsada por Ángel Casal en ese momento alcalde de Santiago de Compostela. Sin embargo, la Guerra Civil cortó sus actividades. La AEG fue el primer intento de crear un organismo que representase los intereses de los escritores gallegos.
- Datos: Q3394970